# Страшные сказки (фильм)
У этого термина существуют и другие значения, см. Страшные сказки и Сказка сказок.
«Сказка сказок» (итал. Il racconto dei racconti, англ. Tale of Tales), в российском прокате «Страшные сказки» — фильм итальянского режиссёра Маттео Гарроне (2015) по сказкам Дж. Базиле из барочного сборника «Сказка сказок» (1636). Удостоен национальной кинопремии Италии за лучшую режиссуру, лучший костюм, лучшую операторскую работу, лучшие визуальные эффекты, лучший макияж и лучшие прически.
В основе сюжета лежат три сказки Базиле — «Волшебная лань» («La cerva fatata»), «Блоха» («La pulce») и «Ободранная старуха» («La vecchia scorticata») — с вкраплением отдельных мотивов из других сказок.

## Сюжет
Действие фильма разворачивается в трёх волшебных королевствах, с правителями и жителями которых связаны три основных сюжетных линии, пересекающиеся между собой только в двух эпизодах: в начале фильма король Диких Гор и король Одинокого Утёса участвуют в похоронах короля Долины Туманов, в конце король Одинокого Утёса и Элиас, новый король Долины Туманов, присутствуют на коронации Виолетты, новой королевы Диких Гор.

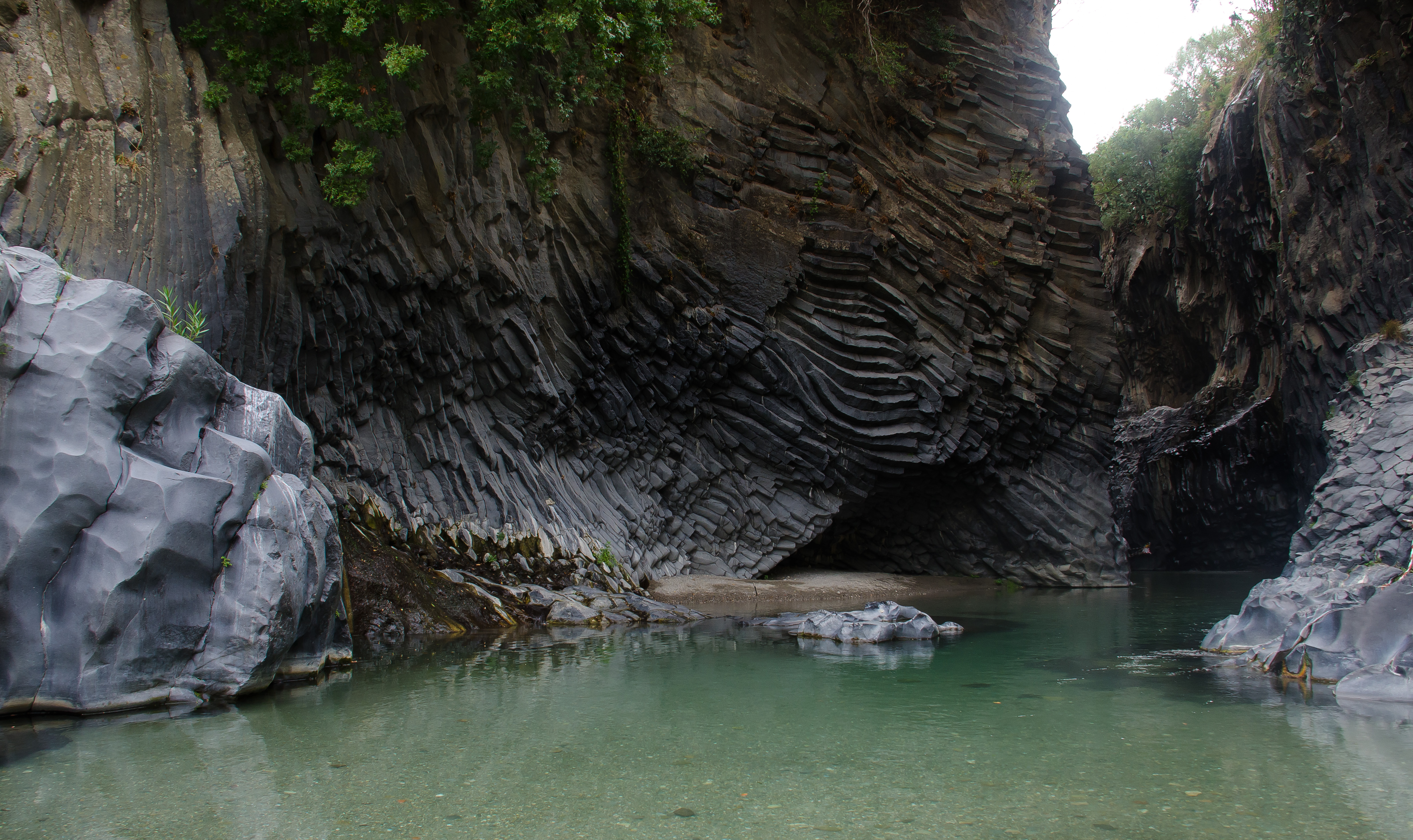
Ущелье реки Алькантара — жилище змея Долины туманов

### Долина Туманов
Королева Долины Туманов страдает от того, что не может забеременеть, пока однажды не узнает от некроманта, что ей может помочь сердце морского чудовища. В битве с чудовищем погибает её муж-король, но съев сердце чудовища, приготовленное девственницей, королева в ту же ночь получает долгожданного сына. Однако и девушка, варившая сердце и вдохнувшая при этом его пары, тоже рожает мальчика. Проходит шестнадцать лет. Элиас, сын королевы, и Иона, сын кухарки, не только похожи как две капли воды, но и всем развлечениям предпочитают нахождение в обществе друг друга. Это приводит в ярость королеву, которая даже готова убить сына служанки. Тогда Иона покидает город, но напоследок создаёт волшебный ручей, по цвету воды в котором Элиас сможет узнать о том, что происходит с его другом.
Однажды вода приобретает цвет крови, и принц тут же устремляется на поиски своего двойника. Королева сбивается с ног в поисках любимого сына, а затем в отчаянии снова обращается к некроманту. Однако тот заявляет, что правительница сама виновата в произошедшем, так как попыталась «разделить неразделимое». Ситуацию, по его словам, можно исправить, но опять же — только заплатив очень высокую цену. Оказывается, поселившийся в горной деревне Иона во время охоты упал в скальную пещеру и повредил ногу. Внезапно на него нападает чудовище. Юноша зовёт на помощь — и тут неожиданно появляется Элиас, который убивает кинжалом монстра, а затем помогает другу выбраться из пещеры. После смерти чудовище приобретает облик королевы-матери.

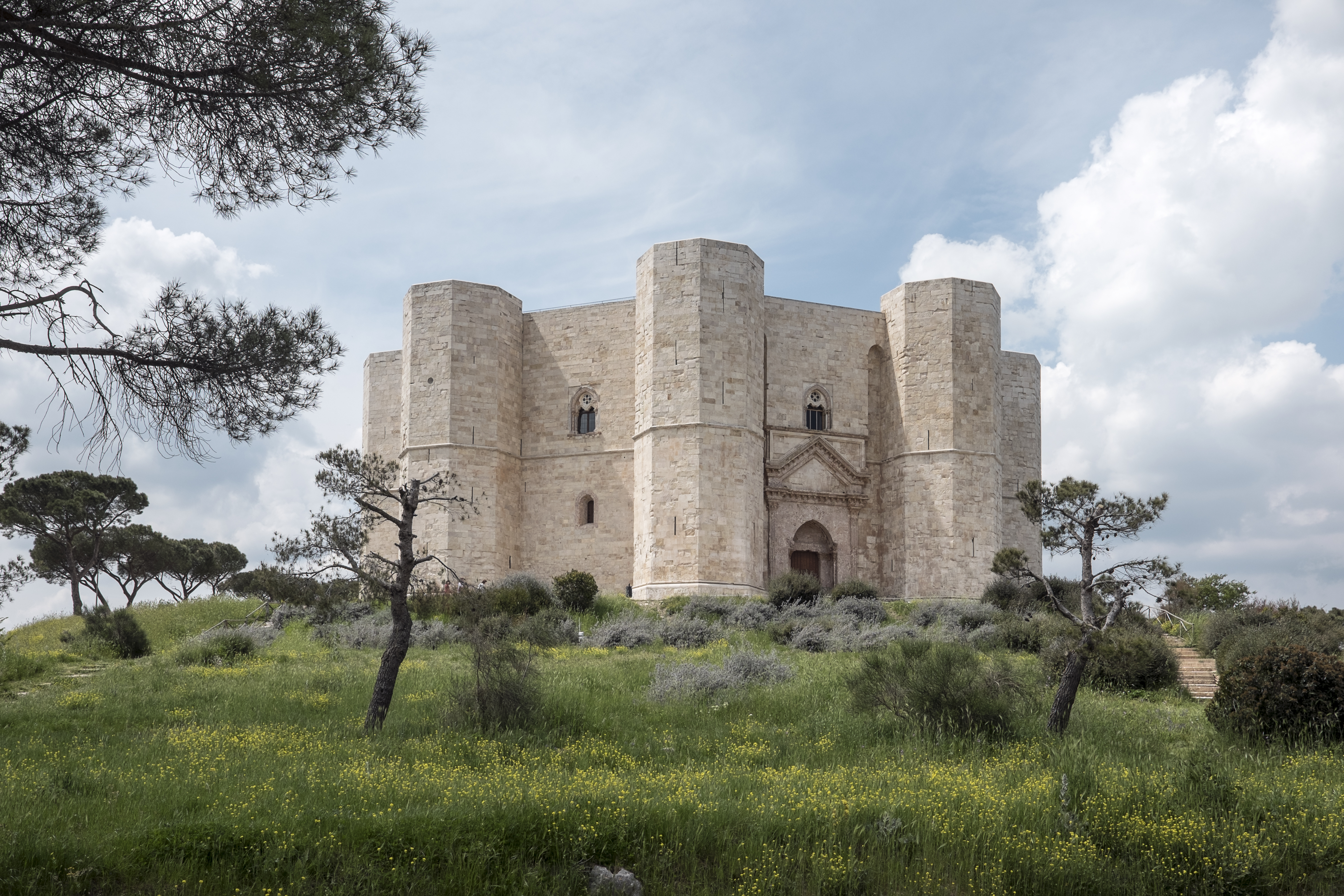
Замок Кастель-дель-Монте — цитадель Диких гор

### Дикие Горы
Чудаковатый Король Диких Гор предпочитает государственным делам естественнонаучные занятия. Его наивная дочь принцесса Виолетта грезит героями рыцарских романов, мечтая о достойном женихе. Король одержим идеей вырастить огромную блоху. Достигнув размеров свиньи, любимое насекомое умирает от проблем с дыханием. После этого монарх совершает новое сумасбродство — он вывешивает в тронном зале шкуру блохи, и объявляет, что выдаст единственную дочь за того, кто догадается, с какого животного она снята. Победителем в итоге оказывается уродливый великан-людоед, обладающий отличным обонянием и распознающий блоху по запаху. Вынужденный сдержать своё слово, король отдаёт ему убитую горем дочь. Людоед уносит девушку в свою пещеру в скалах, полную человеческих костей…
Однажды Виолетта видит на склоне соседней скалы женщину, собирающую травы. Принцесса молит её о помощи, и на следующий день к ней приходит на помощь вся семья, члены которой оказываются бродячими акробатами. Самый прекрасный и юный из сыновей женщины по канату переносит девушку на другую стороны ущелья, а его брат перерезает верёвку, в результате чего бросившийся в погоню великан падает в пропасть. Возок акробатов следует дальше, однако неожиданно на них нападает чудом оставшийся в живых разъяренный людоед. Он легко переламывает шеи всей семье, после чего требует, чтобы Виолетта забралась к нему на спину. Девушка покорно выполняет приказание, но, улучив момент, перерезает горло великана найденным в повозке острым ножом. Отрезанную голову людоеда она приносит в замок своему тяжело больному отцу, со словами «Вот муж, которого вы мне выбрали!» Униженный король раскаивается и на коленях просит прощения у Виолетты.

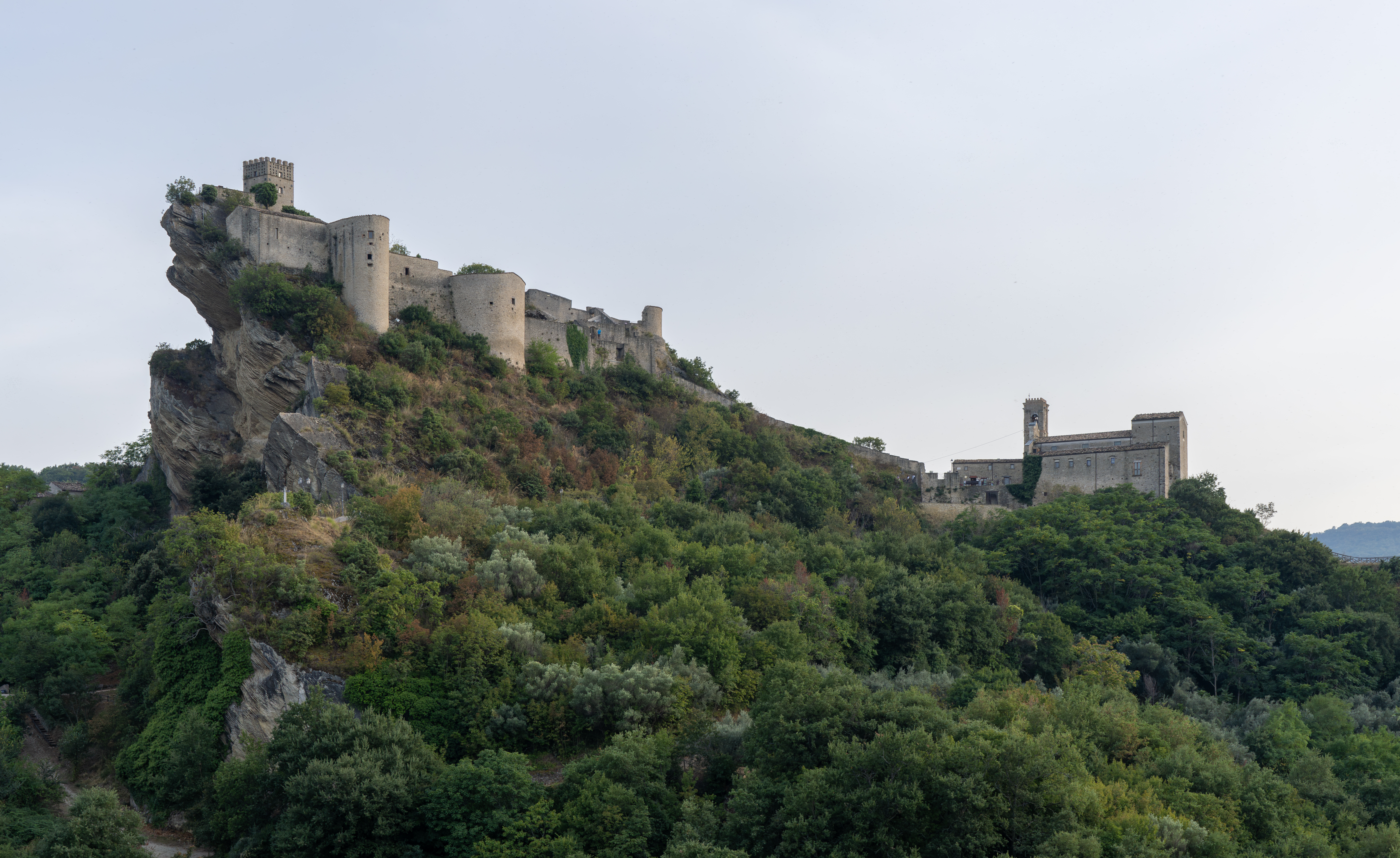
замок Роккаскаленья — замок Одинокого утёса

### Одинокий Утёс
Король Одинокого Утёса, одержимый постоянной похотью, слышит чудный голос певицы, доносящийся до стен из бедного предместья. Выследив, где живёт голосистая незнакомка, он настойчиво стучится в двери её бедной хижины и влюбляется в доносящийся из-за них голос, который, как ему кажется, принадлежит прекрасной девушке. На самом деле с ним разговаривают две пожилые красильщицы тканей, сёстры Дора и Имма. Получив в подарок от короля драгоценное ожерелье, они решают заинтриговать любвеобильного монарха, и его вожделение только растёт. Наконец, одна из сестёр, Имма, выдаёт себя за Дору и соглашается провести ночь с королём, при условии, что всё будет происходить в полной темноте. Слуги тщательно гасят в замке все светильники, но наутро венценосный монарх всё-таки рассматривает внешность своей спящей возлюбленной и приходит в ужас. Он приказывает выкинуть старуху вместе с покрывалом в окно, однако Дора не погибает, так как её покрывало застревает в ветвях дерева. Нашедшая бедняжку колдунья даёт ей напиться волшебного молока, после чего Дора приходит в себя, превратившись в молодую прекрасную девушку.
Король во время охоты в лесу встречает красавицу, одеянием которой служат только её пышные рыжие волосы. Он решает жениться на ней, не подозревая, что это Дора, выброшенная его слугами в окно. На свадьбу невеста приглашает сестру, требуя, чтобы Имма никому не говорила о своём родстве с будущей королевой, ведь она стара и уродлива, и никто не поверит в то, что они сёстры. Однако безрассудная Имма выбалтывает секрет, желая во что бы то ни стало остаться во дворце, и молит сестру сообщить ей рецепт её молодости. Желая, чтобы Имма как можно быстрее оставила её в покое и покинула дворец, Дора сообщает ей, что будто бы «с неё содрали кожу». Внезапно Имму замечает король и, приняв за старую Дору, приказывает страже вновь вышвырнуть её вон. В отчаянии Имма уговаривает одного из ремесленников снять с неё кожу, после чего возвращается в город ободранной… 
Тем временем одряхлевший король Диких Гор передаёт престол Виолетте, на коронацию которой приглашает своих соседей-монархов. Во время торжества Дора замечает, что начинает терять свой юный облик и в ужасе убегает из дворца…

## В ролях
| Актёр                               | Роль                                           |
| ----------------------------------- | ---------------------------------------------- |
| Сальма Хайек                        | королева Долины туманов                        |
| Венсан Кассель                      | король Одинокого утеса                         |
| Тоби Джонс                          | король Диких гор                               |
| Джон К. Райли                       | король Долины Туманов                          |
| Кристиан Лиз (англ. Christian Lees) | Элиас принц Долины туманов                     |
| Йонах Лиз (англ. Jonah Lees)        | Иона брат-близнец Элиаса                       |
| Хейли Кармайкл[en]                  | старая Дора                                    |
| Стэйси Мартин                       | молодая Дора королева Одинокого утёса          |
| Ширли Хендерсон                     | Имма младшая сестра Доры                       |
| Бебе Каве[en]                       | Виолетта (Вайлет) принцесса/королева Диких гор |
| Франко Пистони[it]                  | некромант Долины туманов                       |
| Кэтрин Хантер                       | колдунья Одинокого утеса                       |
| Гийом Делонэ[fr]                    | великан-людоед Диких гор                       |

## Производство
Создатели фильма вдохновлялись не только гротескно-кровавой литературой эпохи барокко, но и жуткими гравюрами Гойи. Съёмки проходили в Неаполитанском королевском дворце, садах дворца Каподимонте, неомавританском замке Саммеццано под Флоренцией, а также в средневековых замках на юге Италии — Кастель-дель-Монте, Джоя-дель-Колле (тронный зал), Роккаскаленья, Доннафугата.
Премьера фильма состоялась в основной программе Каннского кинофестиваля, где фильм не получил никаких призов. Тем не менее изобретательные визуальные решения снискали фильму немало поклонников и получили высокие отзывы кинокритиков. «Страшные сказки» собрали внушительный урожай наград на церемонии «Давид ди Донателло 2016».